# HD174356
HD174356 — хімічно пекулярна зоря спектрального класу
B9 й має видиму зоряну величину в смузі V приблизно  8,7.

## Пекулярний хімічний склад
Зоряна атмосфера HD174356 має підвищений вміст 
Si
.